# Деламеа Млинар, Антонио
Антонио Деламеа Млинар (словен. Antonio Delamea Mlinar; род. 10 июня 1991, Целе, Словения) — словенский футболист, защитник клуба «Олимпия» (Любляна) и сборной Словении.

## Клубная карьера
Млинар — воспитанник клубов «Целе», «Чемпион», «Алюминий» и «Интерблок». В 2008 году он дебютировал за основу в составе последнего. В 2011 году Антонио перешёл в столичную «Олимпию». 17 июля в матче против «Целе» он дебютировал в чемпионате Словении в составе последнего. 18 августа 2012 года в поединке против «Целе» Антонио забил свой первый гол за «Олимпию», реализовав пенальти. В 2016 году он помог команде выиграть чемпионат.
В январе 2017 года Деламеа Млинар перешёл в клуб MLS «Нью-Инглэнд Революшн». В американской лиге он дебютировал 4 марта в матче стартового тура сезона против «Колорадо Рэпидз». 17 июня в поединке против «Чикаго Файр» Антонио забил свой первый гол в MLS. В начале 2018 года Деламеа получил грин-карту и в MLS перестал считаться иностранным игроком. По окончании сезона 2020 контракт Деламеи с «Нью-Инглэнд Революшн» истёк.
28 января 2021 года Деламеа Млинар вернулся в люблянскую «Олимпию», подписав контракт сроком до 31 мая 2023 года.

## Международная карьера
14 ноября 2016 года в товарищеском матче против сборной Польши Пихлер дебютировал за сборную Словении, заменив во втором тайме Мирала Самарджича.

## Достижения
Командные
 «Олимпия» (Любляна)
- Чемпион Словении — 2015/2016